# California Blues
California Blues je poslední studiové album skupiny Spirit. Album vyšlo u vydavatelství Werc Crew v prosinci 1996. Frontman skupiny Randy California zemřel měsíc po vydání alba a jeho smrtí se skupina rozpadla.

## Seznam skladeb
| Pořadí         | Název | Autor                         | Délka |
| -------------- | --- | ----------------------------- | ----- |
| 1.             | California Blues                                                                                             | California                    | 3:48  |
| 2.             | Look Over Yonder                                                                                             | Hendrix                       | 2:35  |
| 3.             | The River | California                    | 4:22  |
| 4.             | Call On Me                                                                                                   | California                    | 2:58  |
| 5.             | Crossroads                                                                                                   | Johnson                       | 5:46  |
| 6.             | Song for Clyde                                                                                               | California                    | 5:40  |
| 7.             | Pawn Shop Blues                                                                                              | McGhee, Terry                 | 2:48  |
| 8.             | Sugar Mama                                                                                                   |                               | 3:18  |
| 9.             | Red House (koncertní nahrávka)                                                                               | Hendrix                       | 6:12  |
| 10.            | Gimme Some Lovin'                                                                                            | Davis, S. Winwood, M. Winwood | 3:36  |
| 11.            | We Believe                                                                                                   | California                    | 3:40  |
| 12.            | One World“ / „Like a Dog“ / „Poem for John Lennon“ / „Shoes Back On“ / „Tell – Everyone (koncertní nahrávka) | California                    | 22:46 |
| Celková délka: | Celková délka:                                                                                               | Celková délka:                | 44:43 |

## Sestava
Spirit
- Randy California – kytara, zpěv
- Ed Cassidy – bicí, zpěv
- Matt Andes – slide guitar
- Steve Loria – baskytara
- Rachel Andes – zpěv

Ostatní
- Robby Krieger – kytara
- John Locke – piáno
- Spencer Davis – kytara, zpěv
- Bob Nichols – bicí